# New Universe
New Universe è stato un marchio editoriale di fumetti della casa editrice statunitense Marvel Comics nel 1986, in occasione del suo venticinquesimo anniversario. In tale data l'editore, in risposta al rinnovamento della concorrente DC Comics, esordì con un universo narrativo completamente slegato dall'universo Marvel classico. Questo universo, battezzato appunto New Universe, si basava sull'idea di ricominciare ponendo maggiore attenzione al realismo. A differenza di quello classico, il New Universe era ambientato in un mondo coerente con quello in cui viveva il lettore, senza stati fittizi e isole immaginarie. Il mondo del 1986 con la sua cultura, i suoi eventi politici e soprattutto senza superesseri di nessun tipo. Almeno fino al 22 luglio 1986, giorno in cui un misterioso evento astronomico chiamato "Evento Bianco" ("White Event") illuminò il cielo, trasformando centinaia di persone in essere dotati di superpoteri che vennero definiti paranormali.
Ma il nuovo universo non ebbe il successo sperato. Quattro delle otto serie proposte furono chiuse dopo poco e l'intero universo ebbe solo 3 anni di vita editoriale, finendo nel 1989 con la saga The War. Alcuni personaggi hanno poi fatto una sfuggente apparizione anni dopo sulle pagine dedicate a Quasar.

## Serie
L'iniziativa si dipanava su 8 diverse serie delle quali solo due (Star Brand e D.P. 7) furono tradotte in lingua italiana.
- Star Brand (19 numeri e 1 annual): la serie portante che narrava delle avventure di Ken Connell, meccanico di Pittsburgh entrato in possesso del potente Marchio Stellare.
- D.P. 7 (32 numeri e 1 annual): sulle avventure di 7 paranormali in fuga dalla Clinica per le Ricerche Paranormali.
- Justice (32 numeri regolari): John Tensen è un agente della DEA che ha acquisito grandi poteri energetici perdendo la sua sanità mentale. Ora si crede un giustiziere extradimensionale.
- Kickers, Inc (12 numeri)
- Mark Hazzard: Merc (12 numeri e 1 annual)
- Nightmask (12 numeri): con protagonista il diciottenne Keith Remsen, studente di psicologia, a cui l'Evento Bianco conferisce il potere di entrare telepaticamente nei sogni delle persone. Potere che usa per guarire le persone da problemi psichici.
- Psi-Force (32 numeri e 1 annual)
- Spitfire and the Troubleshooters (13 numeri)

## Revival
Nel 2006, in occasione del ventennale di questo progetto, la Marvel ha deciso di ricordare i suoi personaggi con una serie di special dedicati pubblicati sotto il titolo Untold Tales of the New Universe. Sempre in occasione del ventennale, il New Universe ha fatto da sfondo ad un'avventura degli Exiles, una lunga saga intitolata World Tour. Inoltre, nel 2007 è stata prodotta la serie New Universal ad opera di Warren Ellis e Salvador Larroca, con cui si intende rilanciare il progetto.

### Untold Tales of the New Universe
Linea di speciali dedicati ai personaggi maggiori ambientati nella continuity originale in un momento precedente all'Evento Nero.
La miniserie include i seguenti titoli:
- Untold Tales of the New Universe: Kickers, Inc. - Kickin' It in Hell
- Untold Tales of the New Universe: Mark Hazzard: Merc
- Untold Tales of the New Universe: Star Brand - Adventures in the Multiverse
- Untold Tales of the New Universe: Nightmask - Kingdom of the Gnome
- Untold Tales of the New Universe: Justice - Who Judges the Judge?
- Untold Tales of the New Universe: Spitfire and the Troubleshooters - Danger Zone
- Untold Tales of the New Universe: D.P. 7 - The Dead Plains Seven
- Untold Tales of the New Universe: Psi-Force - An Army Of One

## Curiosità
- Nel The Official Handbook of the Marvel Universe: Alternate Universes del 2005, il New Universe è definito come «Terra-148611».
- Nel numero 72 della serie Exiles (gennaio 2006) viene affermato che, nell'indice delle realtà alternative, il New Universe è classificato con il numero «15731».